# Camille Benoît

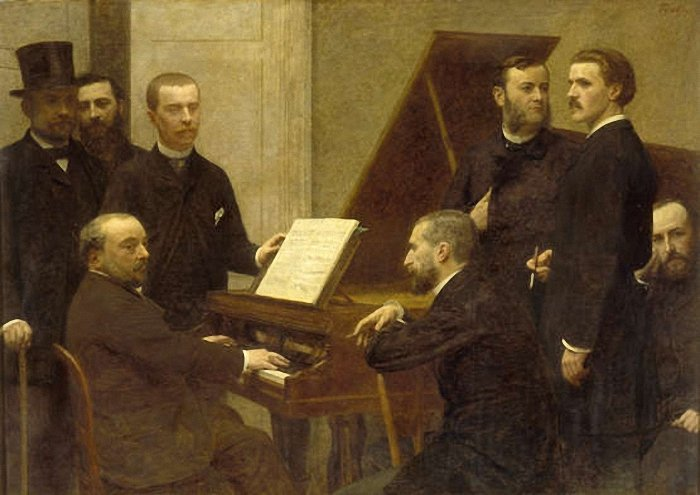
Henri Fantin-Latour. Autour du piano. 1885. Parijs, Musée d'Orsay. Emmanuel Chabrier (aan de piano) met verder v.l.n.r. Adolphe Jullien, Boisseau, Camille Benoît, Edmond Maitre,Lascoux, Vincent d'Indy en A. Bigeon.

Camille Benoît (Roanne, 8 december 1851 – Parijs, 1 juli 1923) was een Frans schrijver, componist, musicoloog en kunsthistoricus. Hij is vooral bekend als conservator van de afdeling schilderkunst van het Louvre.
Hij was een leerling van de componist César Franck en publiceerde vanaf 1882 verschillende studies en vertalingen van zijn grote voorbeeld, Richard Wagner. In 1889 werd zijn Prélude pour les Noces corinthiennes voor het eerst uitgevoerd.
Vanaf 1888 was hij werkzaam als medewerker van het Louvre in Parijs. Aanvankelijk werkte hij daar als medewerker conservering van schilderijen en tekeningen. In 1894 werd hij benoemd tot conservator van de afdeling schilderkunst. In die hoedanigheid ondernam hij tussen 1892 en 1909 talloze reizen om de Europese kunstmarkt in kaart te brengen en eventuele aankopen voor het Louvre te onderzoeken. Vooral de vroeg-Franse schilderkunst had zijn interesse, wat resulteerde in een stroom van publicaties en de tentoonstelling Les Primitifs français in 1904.
Als conservator van het Louvre kocht hij niet alleen vroeg-Franse werken aan, maar ook die van de Vlaamse en Hollandse primitieven. Dit kwam hem op veel kritiek van collega-kunsthistorici te staan, die graag zagen dat het Louvre meer aandacht aan de vroeg-Italiaanse kunst zouden besteden. Benoît rechtvaardigde zijn aankoopbeleid echter door op te merken dat de vroeg-Franse kunst in voortdurende en nauwe verbinding stond met de Nederlandse kunst; iets wat volgens hem niet over de vroeg-Italiaanse kunst gezegd kon worden.
Tegen het eind van zijn leven werd Benoît getroffen door blindheid. Om die reden schonk hij in 1918 een aanzienlijk deel van zijn privéverzameling aan het Louvre, waaronder het beroemde Narrenschip van de schilder Jheronimus Bosch, later gevolgd door schenkingen aan andere Franse musea, met name aan het museum in zijn geboorteplaats Roanne. Hij werd in 1899 opgenomen in de Orde van de Kroon van Roemenië en in 1922 benoemd tot Ridder in het Franse Legioen van Eer. Toen hij in 1923 overleed liet hij de rest van zijn privéverzameling na aan de Franse staat.
- Biblioteca Nacional de España: XX853652
- Bibliothèque nationale de France: cb14833733b (data)
- Gemeinsame Normdatei: 135870577
- International Standard Name Identifier: 0000 0001 1067 7937
- Library of Congress Control Number: n2018030302
- Nederlandse Thesaurus van Auteursnamen: 095202218
- Système universitaire de documentation: 167705164
- Virtual International Authority File: 64273300
- WorldCat: E39PBJjmVVt84hMyDWjHMXDrMP